# Po Rattiraydaputao
Po Rattiraydaputao (?-1763), sử nhà Việt gọi là Nguyễn Văn Đạt, là vua của tiểu quốc Panduranga (Champa) từ năm 1732 đến năm 1763.
Ông là Con trai của Po Thuntiraidaputih, từ năm 1732 chúa Nguyễn tấn phong làm Thuận Thành trấn vương.